# Osmia simillima
Osmia simillima är en biart som beskrevs av Smith 1853. Osmia simillima ingår i släktet murarbin, och familjen buksamlarbin. Inga underarter finns listade i Catalogue of Life.